# Imogolite
L'imogolite est un minéral de la famille des aluminosilicates hydratés (groupe des minéraux argileux), de formule chimique Al2SiO3(OH)4.

## Découverte
L'imogolite a été découverte en 1962 dans la préfecture de Kumamoto (île de Kyūshū, Japon), dans des sols formés par l'altération de cendres volcaniques. Le nom a été formé à partir du mot japonais イモゴ (imogo) qui désigne ces sols volcaniques jaune-brunâtre.
Les minéraux associés à l'imogolite sont l'allophane, le quartz, la cristobalite, la gibbsite, la vermiculite et la limonite.

## Structure
La structure atomique de l'imogolite a été publiée en 1972. Elle confère à l'imogolite une forme tubulaire bien définie avec un diamètre monodisperse d'environ 2 nm. Ainsi, l'imogolite peut-être considérée comme une nanoparticule naturelle ou encore un nanominéral. 
L'imogolite a une structure nanotubulaire constituée d'une couche octaédrique d'aluminium à l'extérieur du tube, et d'une couche tétraédrique de silicium à l'intérieur. Contrairement à la plupart des minéraux argileux, la couche tétraédrique n'est pas constituée d'un ensemble de silicium partageant des liaisons Si-O-Si. Les atomes de silicium sont liés à la couche octaédrique par trois liaisons Si-O-Al et sont isolés les uns des autres. Cette structure locale très particulière est aisément reconnaissable par spectroscopie RMN du silicium.

## Synthèse
Une imogolite analogue à l'imogolite naturelle  a été synthétisée en laboratoire en 1977, bien avant les nanotubes de carbone en 1990. Depuis, de nombreuses modifications de la structure et de la composition des imogolites synthétiques ont été obtenues en laboratoire. 
En 1982 on a réalisé une synthèse dans laquelle les atomes de silicium sont substitués par des atomes de germanium, obtenant de nouveaux nanotubes analogues aux imogolites, les Ge-imogolites. Depuis, de nombreux protocoles ont été développés afin de synthétiser des Ge-imogolites en grande quantité, de faire varier la forme (simple ou double paroi), leur longueur (micrométrique ou nanométrique), leur cristallinité (structure lacunaire). Ces Ge-imogolites de caractéristiques variables et synthèse contrôlée ont permis de grandes avancées dans la compréhension des mécanismes de formation des imogolites, la recherche de nouvelles propriétés ou l'étude (éco)toxicologique des nanomatériaux.
En 2011, une imogolite hybride ayant une cavité recouverte de groupement {\displaystyle {\ce {Si-CH3}}} a été obtenu à l'université polytechnique de Turin.
Des nanotubes d'imogolite dopés au fer ont également été synthétisés pour les tubes silicium,, germanium et hybrides.